# 湯本博信
湯本 博信（ゆもと ひろのぶ、1966年〈昭和41年〉12月26日 - ）は、日本の郵政・総務官僚。

## 来歴
千葉県出身。開成中学校・高等学校を経て、1990年（平成2年）、東京大学経済学部を卒業。同年、郵政省に入省。入省後、情報通信行政などに従事し、在中華人民共和国日本国大使館一等書記官、総務大臣秘書官、情報通信国際戦略局国際戦略企画官、同局国際協力課長、情報流通行政局情報通信作品振興課長、総合通信基盤局電気通信事業部消費者行政課長、同部消費者行政第二課長、情報流通行政局放送政策課長、同局総務課長などを歴任。
2020年（令和2年）4月1日、情報通信政策研究所長を併任。同年7月20日、総務省大臣官房審議官（情報流通行政局担当）に就任。その後、東北新社役職員による総務省幹部接待問題への関与をめぐり、2021年（令和3年）2月20日に総務省大臣官房付に異動。同月24日に減給1月10分の1の懲戒処分を受けた。同年7月1日、総務省大臣官房サイバーセキュリティ・情報化審議官に就任。
2022年（令和4年）4月1日、デジタル庁統括官付審議官に就任。
2023年（令和5年）7月7日、総務省大臣官房総括審議官（情報通信担当） に就任。『AI事業者ガイドライン （第1.0版）』の取りまとめなどにあたった。
2024年（令和6年）7月5日、総合通信基盤局長に就任。

#### リスト
1. ↑  [7][8][9][10][11][12][13]